# Фош (станция метро)
«Фош» (фр. Foch) — станция линии A Лионского метрополитена.

## Расположение
Станция находится в 6-м округе Лиона, в районе Бротто, на левом берегу Роны. Платформа станции расположена под проспектом Франклин Рузвельт (фр. cours Franklin Roosevelt) в районе его пересечения с авеню Марешал Фош (фр. avenue Maréchal Foch), переходящей в авеню Марешал Сакс (фр. avenue du Maréchal de Saxe), в непосредственной близости от площади Марешаль Льоте (фр. place Maréchal Lyautey). Вход на станцию производится с авеню Франклин Рузвельт.

## Особенности
Станция открыта 2 мая 1978 года в составе первой очереди Лионского метрополитена от станции Перраш до станции Лоран Бонве — Астробаль.  Состоит из двух путей и двух боковых платформ.  Пассажиропоток в 2006 году составил 275 322 чел./мес.

## Происхождение названия
Станция названа в связи со своим расположением вблизи авеню Марешал Фош (авеню маршала Фоша), которая в свою очередь носит имя французского полководца времён Первой мировой войны Фердинанда Фоша.

## Достопримечательности
- Площадь Марешаль Льоте[фр.] c фонтаном
- Лицей Эдуар Эррио[фр.] (1882 год)
- Церковь Святого Пофина (1841—1843 годы)
- Церковь Искупления[фр.] (1868 год)
- Почётное консульство Российской Федерации

## Наземный транспорт
Со станции существует пересадка на следующие виды транспорта:

  — троллейбус

  — автобус